# 5195 Кендлер
5195 Кендлер (5195 Kaendler) — астероїд головного поясу, відкритий 26 березня 1971 року.
Тіссеранів параметр щодо Юпітера — 3,682.